# Srebrna Krila
Srebrna Krila (deutsch: Silberne Flügel) war eine jugoslawische Popband aus Zagreb.

## Werdegang
Gegründet wurde die Band in den 1970ern von Mustafa „Muc“ Ismailovski (1956–31. Dezember 1999) mit Vlado Kalember als Frontman. Im Jahre 1988 vertrat die Gruppe Jugoslawien beim Eurovision Song Contest mit dem Lied Mangup und erreichte den 6. Platz. In den 1980ern und 1990er Jahren gruppiert sich die Band immer wieder neu und löste sich dann nach dem Tod ihres Gründers „Muc“ auf.

## Mitglieder
- Vlado Kalember
- Dado Jelavić
- Adi Karaselimović
- Duško Mandić
- Mustafa „Muc“ Ismailovski
- S. Pintarić-Pišta

## Diskografie
Alben
- 1979: Srebrna krila
- 1980: Ja sam samo jedan od mnogih sa gitarom
- 1980: Sreo sam ljubav iz prve pjesme
- 1981: Ša-la-la
- 1982: Julija i Romeo (Kompilation)
- 1982: Zadnja ploča
- 1983: Silverwings (englische Version von Zadnja ploča, kanadische Ausgabe)
- 1983: Djevuška
- 1984: Uspomene
- 1986: 30 u hladu
- 1988: Mangup
- 1988: Poleti golubice